# Tetragnatha bryantae
Tetragnatha bryantae este o specie de păianjeni din genul Tetragnatha, familia Tetragnathidae, descrisă de Roewer, 1951.
Este endemică în Puerto Rico. Conform Catalogue of Life specia Tetragnatha bryantae nu are subspecii cunoscute.